# Батуринська (станиця)
Батуринська — станиця в Брюховецькому районі Краснодарського краю. Центр Батуринського сільського поселення.
Населення — 3 631 мешканців (2002), четверте місце по району.
Станиця розташована на річці Бейсуг, за 23 км на схід від районного центру — станиці Брюховецької, де розташована найближча залізнична станція.
Батуринське куренне селище — одне з 40 перших поселень Кубанських козаків, засновано 1794 року. Курінь Січі отримав свою назву через місто Батурин. З 1842 року — станиця Батуринська.